# Tohi à miroir
Atlapetes latinuchus
Espèce
Statut de conservation UICN

 LC  : Préoccupation mineure
Le Tohi à miroir (Atlapetes latinuchus) est une espèce de passereaux de la famille des Passerellidae.

## Répartition
Son aire fragmentée s'étend à travers les forêts andines boréales, du nord du Pérou, en passant par l'Équateur au nord-est de la Colombie.

## Taxonomie
Il fut auparavant considéré comme une sous-espèce du Tohi à nuque rousse (Atlapetes rufinucha).
À la suite des études scientifiques de Donegan & Huertas (2006) et Donegan et al. (2014), le Congrès ornithologique international (classification version 5.1, 2015) sépare la sous-espèce Atlapetes latinuchus nigrifrons Phelps & Gilliard, 1940 et l'élève au rang d'espèce à part entière sous le nom scientifique de Atlapetes nigrifrons.

## Sous-espèces
Selon la classification de référence du Congrès ornithologique international (15.1, 2025) il se répartit en huit sous-espèces (ordre phylogénique) du nord au sud :
- Atlapetes latinuchus elaeoprorus (Sclater & Salvin, 1879) ;
- Atlapetes latinuchus yariguierum T. M. Donegan & Huertas, 2006 ;
- Atlapetes latinuchus caucae Chapman, 1927 ;
- Atlapetes latinuchus spodionotus (Sclater & Salvin, 1879) ;
- Atlapetes latinuchus comptus (Sclater & Salvin, 1879) ;
- Atlapetes latinuchus latinuchus (Du Bus de Gisignies, 1855) ;
- Atlapetes latinuchus chugurensis Chapman, 1927 ;
- Atlapetes latinuchus baroni (Salvin, 1895).